# Мелечкино (Московская область)
Мелечкино — деревня в Московской области России. Входит в городской округ Солнечногорск.
Население — 25 чел. (2010).

## География
Деревня Мелечкино расположена на севере Московской области, в западной части округа, на Пятницком шоссе Р111, примерно в 9,5 км к югу от города Солнечногорска, в 41 км к северо-западу от Московской кольцевой автодороги. В деревне одна улица — Речная.
Связана прямым автобусным сообщением с Солнечногорском и Зеленоградом, а также с деревней Пятница. Ближайшие населённые пункты — деревни Судниково, Маслово и Жуково.

## История
В «Списке населённых мест» 1862 года Меличкино (Меличикино) — казённая деревня 1-го стана Клинского уезда Московской губернии по правую сторону Санкт-Петербурго-Московского шоссе, в 25 верстах от уездного города, при пруде, с 25 дворами и 203 жителями (90 мужчин, 113 женщин).
По данным на 1890 год — деревня Солнечногорской волости Клинского уезда с 217 душами населения.
В 1913 году — 39 дворов.
По материалам Всесоюзной переписи населения 1926 года — центр Мелечкинского сельсовета Солнечногорской волости, в 10,66 км от станции Подсолнечная Октябрьской железной дороги, проживало 207 жителей (94 мужчины, 113 женщин), насчитывалось 46 хозяйств, среди которых 45 крестьянских.
С 1929 года — населённый пункт в составе Солнечногорского района Московского округа Московской области. Постановлением ЦИК и СНК от 23 июля 1930 года округа как административно-территориальные единицы были ликвидированы.
В последующем Мелечкино претерпело следующие административные преобразования:
- 1929—1954 годы — центр Мелечкинского сельсовета Солнечногорского района.
- 1954—1957 годы — деревня Куриловского сельсовета Солнечногорского района.
- 1957—1960 годы — деревня Куриловского сельсовета Химкинского района.
- 1960—1963 годы — деревня Куриловского (до 30.09.1960) и Обуховского сельсоветов Солнечногорского района.
- 1963—1965 годы — деревня Обуховского сельсовета Солнечногорского укрупнённого сельского района.
- 1965—1987 годы — деревня Обуховского сельсовета Солнечногорского района.
- 1987—1994 годы — деревня Соколовского сельсовета Солнечногорского района.

В 1994 году Московской областной думой было утверждено положение о местном самоуправлении в Московской области, сельские советы как административно-территориальные единицы были преобразованы в сельские округа.
С 1994 до 2006 гг. деревня входила в Соколовский сельский округ Солнечногорского района..
С 2005 до 2019 гг. деревня включалась в Соколовское сельское поселение Солнечногорского муниципального района.
С 2019 года деревня входит в городской округ Солнечногорск, в рамках администрации которого деревня относится к территориальному управлению Соколовское.

## Население
| 1852 | 1859 | 1890 | 1899 | 1926 | 1932 | 1966 |
| ---- | ---- | ---- | ---- | ---- | ---- | ---- |
| 189  | ↗203 | ↗217 | ↘173 | ↗207 | ↗231 | ↘142 |
| 1998 | 2002 | 2010 |      |      |      |      |
| ↘27  | ↘14  | ↗25  |      |      |      |      |

## Экономика
В деревне находится кондитерское предприятие ООО «Сладкий Орешек», созданное в 2000 году. Интересно, что это одна из немногих кондитерских фабрик России, которая использует для печати обе стороны конфетных обёрток.
Рядом с Мелечкино расположены коттеджные посёлки: «Палитра» , «Скандия» и «Истра-Вилладж».